# 機器勇士
《機器勇士》（日语：マシンロボ クロノスの大逆襲）為東京電視台於1986年7月3日～1987年5月28日間，毎週四的19時30分～20時00分播映的電視動畫作品；製作為葦Production。
香港無線電視翡翠台於1987年首播名稱《天威勇士》。台灣則於1989年（民國78年）由華視引進播出。
本作品的直接續編為《（マシンロボ ぶっちぎりバトルハッカーズ）》（下稱《天威》），《機甲露寶（出撃!マシンロボレスキュー）》則與本劇無關。

## 故事
本作品為描寫萊姆·史托爾（ロム・ストール）與麗娜·史托爾（レイナ・ストール）兄妹、阿飛（ブルー・ジェット）、阿地（ロッド・ドリル）、阿吉（トリプル・ジム）一行人，向妄想掌握機器生命星球－庫洛斯、「永恆生命（ハイリビード）」、秘密的惡徒卡迪士（ガデス）所率領的海盜軍團（ギャンドラー）一夥挑戰的故事。

## 登場人物

### 萊姆一行
萊姆·史托爾（日本：井上和彦／香港：黃健強）
庫洛斯族族長－基萊·史托爾（キライ・ストール）之子，為天空宙心拳的傳承者。繼承遭到海盜軍團殺害的亡父遺志，為了守護「永恆生命」而戰。身高186cm、體重88kg。
麗娜·史托爾（日本：水谷優子／香港：黃麗芳）
萊姆之妹。
阿飛（日本：大瀧進矢／香港：盧國權）
飛天族族長之子。使用天空心劍的劍客。在續集《天威》中出場時，被稱為曾與機器勇士（バイカンフー）一同並肩作戰的「傳說戰士」。身高2.1m、體重2.5t。
阿地（日本：橋本晃一／香港：馮錦堂）
巴特族的男子漢。主要使用格鬥型的天空宙心拳，能夠舉起比自己重上5倍的物體。睡一次覺就要躺上10小時才會醒來。與阿積同様在《天威》也有出場。身高192cm、體重5t。
阿吉（日本：櫻井敏治／香港：馮志潤）
飛天族人。個性溫和。

### 庫洛斯（クロノス）族
劍道
空手
柔道
摔角
拳法
拳擊

### 巴特（バトル）族
拖車機器人（日本：福田信昭→笹岡繁蔵→喜多川拓郎→鈴木勝美）
卡車機器人之兄。之後在續集《天威》的主要角色之一。
卡車機器人（日本：家中宏→吉田信幸→速水獎→鈴木勝美）
拖車機器人之弟。在劇中多半以拖車的形態出場為多。

### 岩石超人（ロックピープル）
庫洛斯（クロノス）星的預言者。
為守護岩石山的魔山騎士之一。
為守護岩石山的魔山騎士之一。

### 寶石超人
- 鑽石超人
- 紅寶石超人
- 琥珀超人

### 化石超人
- 合體機器人

### 海盜軍團
卡迪士大帝（日本：笹岡繁蔵／香港：馮錦倫）
海盜軍團首領。
葛迪（日本：秋元羊介（洗腦）／速水獎／香港：馮永和）
萊姆與麗娜的長兄，受到洗腦而與萊姆為敵。於劇末恢復記憶並復活，不過最後卻被卡迪士給吸收，而將與狼劍相互對應的「流星」劍託附給萊姆。
骷髏王（日本：稻葉實／香港：林國雄）
海盜軍團首領的幹部。常與同為幹部的李音露勾心鬥角。
李音露（日本：高橋裕子／香港：姚天麗）
海盜軍團的女幹部。
撒旦六兄弟（日本：小野健一／香港：金雷（1號）；梁耀昌（2號））
海盜軍團的主力之一。續集《天威》中仍有出現。

## 登場機器
狼劍勇士
狼劍召喚呼出來的中型藍色巨人。全長3.33m、重量33t。

當萊姆「合身」成為狼劍勇士後，再更進一步「變化組合（パイルフォーメーション）」而成的大型紅色機械人。全長5.76m、重量59t。

萊姆的愛車。
空中基地
艾美蘭市
要塞母艦

### 藍波五傑（ランドコマンダー5）
摩托機器人（日本：鈴木勝美→荒川太郎）
為藍波五傑之隊長。也曾是基萊的弟子之一。

於第25集中受傷，由阿地臨時頂替。

為藍波五傑之中唯一的飛天族。

第二期藍波五傑之隊長。

## 用語
- 四大秘寶

「龍頭盔（龍の兜）」、「鳳凰鎧甲（法王の鎧）」、「獅子盾（獅子の盾）」、「狼頭寶劍（狼の劍）」。
- 洛多龍

庫洛斯星機器人的主要能源。
- 狼頭圖

庫洛斯星上四處刻印的謎之紋章。

## 工作人員
- 制作：佐藤俊彦
- 企劃：嶋村一夫（讀賣廣告社）、加藤博
- プロデューサー：江津兵太（東京電視台）、大野実（讀賣廣告社）、梅原勝
- 監督：吉田浩
- 系列構成：園田英樹
- 人物設計：羽原信義
- 機械設計：原口澤清、山田高裕
- 美術監督：東条俊壽、渡邊佳人
- 撮影監督：福田岳志
- 音響監督：清水勝則
- 音樂：あかのたちお
- 製作：東京電視台、讀賣廣告社、葦Production

## 主題歌
- 日本

- 片頭

- 前期（歌：マーチン／作詞：三浦徳子、作曲：馬飼野康二／編曲：あかのたちお）
- 後期（歌：子門真人／作詞：伊藤皓／作曲・編曲：渡邊宙明）

- 插曲

- 『ENDLESS』（歌：マーチン／作詞：三浦徳子／作曲・編曲：あかのたちお）
- （歌：子門真人／作詞：伊藤皓／作曲・編曲：渡邊宙明）
- （歌：渡辺絵麻／作詞：三浦徳子／作曲・編曲：あかのたちお）

- 片尾

（歌：渡邊繪麻／作詞：三浦德子／作曲：馬飼野康二／編曲：あかのたちお）
- 台灣

- 『機器勇士』（作詞／作曲：鄧鎮湘）

## 劇集列表
|    | 原文標題 | 華視標題     |
| -- | -------- | ------------ |
| 1  |          |              |
| 2  |          |              |
| 3  |          | 防銹劑       |
| 4  |          | 黎明時刻     |
| 5  |          | 冰窟美人     |
| 6  |          | 怪龍米茲     |
| 7  |          | 獅族的女強人 |
| 8  |          | 牧樂園的滅亡 |
| 9  |          | 虹彩沙漠     |
| 10 |          | 打倒不義之徒 |
| 11 |          | 和平共存     |
| 12 |          | 英雄傳說     |
| 13 |          | 黑暗無雙劍   |
| 14 |          | 姐弟戰士     |
| 15 |          | 愛的奉獻     |
| 16 |          | 蒙面怪僧     |
| 17 |          | 進攻天空魔城 |
| 18 |          | 魔城決戰     |
| 19 |          | 死亡飆車     |
| 20 |          | 棄惡從善     |
| 21 |          | 天使心       |
| 22 |          | 惡魔怪獸     |
| 23 |          | 山神怒       |
| 24 |          | 守城之戰     |
| 25 |          | 鏡崖之戰     |
| 26 |          |              |
| 27 |          | 魔山騎士     |
| 28 |          | 千鈞一髮     |
| 29 |          | 生死鬥       |
| 30 |          | 兄弟情       |
| 31 |          | 蛇劍         |
| 32 |          | 機器人之淚   |
| 33 |          | 遺跡之謎     |
| 34 |          | 起死回生     |
| 35 |          | 寶石超人     |
| 36 |          | 琥珀超人     |
| 37 |          |              |
| 38 |          | 信賴         |
| 39 |          | 車輪機器人   |
| 40 |          | 祕寶谷       |
| 41 |          | 衝入敵陣     |
| 42 |          | 萊姆的怒吼   |
| 43 |          | 天空真劍     |
| 44 |          | 最後決鬥     |

## 外部連結
- 台灣電視資料庫[永久]
- 經濟部標準檢驗局 79年度禁止陳列銷售商品廠商名單－英騰（倫）興業股份有限公司　機器勇士未標有內銷檢驗標誌